# Ravalli County
Ravalli County är ett administrativt område i delstaten Montana, USA. År 2010 hade countyt 40 212 invånare. Den administrativa huvudorten (county seat) är Hamilton. 

## Geografi
Enligt United States Census Bureau så har countyt en total area på 6 216 km². 6 200 km² av den arean är land och 16 km² är vatten. 

### Angränsande countyn
- Missoula County, Montana- nord
- Granite County, Montana - öst
- Beaverhead County, Montana - sydost
- Lemhi County, Idaho - syd
- Idaho County, Idaho - väst